# 尤里·克诺罗索夫
尤里·瓦连京诺维奇·克诺罗索夫（俄语：Ю́рий Валенти́нович Кноро́зов；1922年11月19日—1999年3月31日），或译克诺罗佐夫，是一名苏联和俄羅斯语言学家、金石学家和民族志学家，他是苏联玛雅研究的创始人，完成了破译玛雅文字这一当时看起来不可能的任务。

## 早年
克诺罗佐夫出生在蘇聯烏克蘭的皮夫登内，父母是俄国知识分子，祖母玛丽亚·萨哈维安（Maria Sakhavyan）是位有名的亚美尼亚舞台剧演员。
他上学时虽然成绩不差，因性格顽劣险些被退学。5岁时，他头部受了重伤，差点失明。他会拉小提琴，写过浪漫主义诗歌，画画也不错。
1940年，17岁的克诺罗佐夫离开基辅前往莫斯科，到莫斯科国立大学新开的民族学系读书，最开始专攻埃及学。

## 二战
不久，1941年二战东部战线开战，他身体不好，因此无法服兵役。1941年至1943年，他和家人住在德占区，为了防止被德军征召，他辗转于各个村落间，靠当教师为生。1943年，他感染斑疹伤寒，9月和家人一起逃回莫斯科，继续埃及学研究。然而，1944年他被强征入伍，所幸因为父亲是苏军上校，给他安排了一个话务员的职位，就驻扎在莫斯科附近。
传说，克诺罗佐夫曾随军队进入柏林，并偶然在熊熊燃烧的国家图书馆得到一部珍本，其中包含三部玛雅手抄本复制品（德累斯顿手抄本、马德里手抄本和巴黎手抄本），激发了他后来对玛雅文字的兴趣。这个传说流传很广，1992年麦克·D·科也在他的《破解玛雅密码》（Breaking the Maya Code）一书中提到。

但克诺罗佐夫的学生加林娜·埃尔绍娃（Galina Yershova）找不到任何证据表明他在1943年至1945年间曾到过莫斯科州以外的地方。克诺罗佐夫本人在去世前一年接受采访时否认了这一传说，他说：
|  | 不幸的是，这是一个误会：我把这件事（在柏林的一家图书馆找书）告诉了我的同事迈克尔·科，但他理解错了。图书馆没着火。图书馆的书都装好盒子里寄到别处。德国人已经把它们打包好了，但由于他们已没有时间，所以这些箱子被带到了莫斯科。 |

## 研究
二战结束后的1945年秋天，克诺罗佐夫回到莫斯科国立大学完成他民族志的本科课程。他继续研究埃及学，也涉足了中国学等其他领域。他对古代语言和书写系统（尤其是圣书体）特别感兴趣，还阅读了中世纪的日本和阿拉伯文学。他的室友说他奖学金都用来买书，只吃很少的东西。
虽然还是一名本科生，他仍在俄罗斯民族学和人类学研究所（N.N. Miklukho-Maklai Institute of Ethnology and Anthropology）找到了工作。
作为他的民族志课程的一部分，克诺罗佐夫花了几个月的时间前往乌兹别克斯坦和土库曼进行田野调查，研究俄罗斯的扩张活动和现代发展对游牧民族的影响。
此时他的研究重点还没有放在玛雅文字上。1947年，他才撰写了关于“德兰达字母表”（de Landa alphabet）的论文，这份字母表由16世纪西班牙主教迭戈·德·兰达写成，后者声称已将西班牙字母表音译成相应的字母玛雅象形文字。但这份字母表存在不少疑点，此前依靠这份字母表破译玛雅文字的研究都以失败告终。

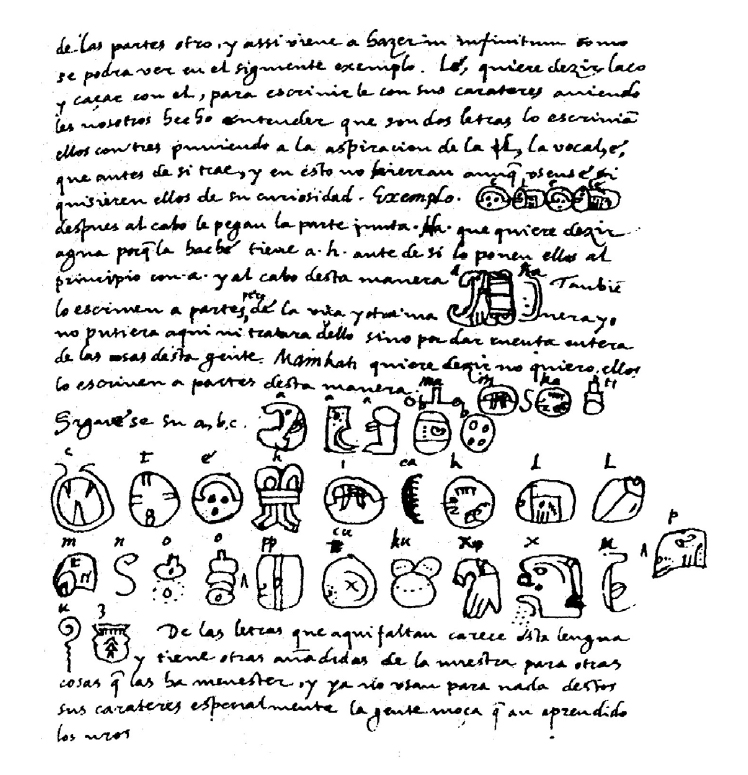
德兰达字母表

1952年，克诺罗佐夫发表了一篇在该领域堪称开创性的著作《中美洲古代文字》（Drevnyaya pis'mennost' Tsentral'noy Ameriki），指出玛雅文字和其他文字一样，不是单纯的表意文字，有许多表音成分。
此外，他还提出了“元音和谐”（synharmonic vowel）的概念，认为具有“辅音-元音-辅音”形式的玛雅单词通常由两个字表示，分别代表开头的辅音-元音和结尾的辅音。
当时他在学术界没有任何名气，其他学者对其文章表示不屑，并大肆攻击。英国学者J·埃里克·汤普森是其中的代表人物，他不认为玛雅文字有任何语音成分。
据麦克·D·科，在汤普森的一生中，很少有玛雅学者敢于在克诺罗佐夫贡献的价值这点上反驳他。结果，克诺罗佐夫的发现被刻意忽视，玛雅文字的破译因此花费了比埃及、赫梯文字更长的时间，直到1975年汤普森去世才得以进步。早期，只有麦克·D·科和大卫·凯利等少数西方学者支持他的观点。
克诺罗佐夫不受重视的另一大原因是其论文出现在冷战高峰，许多人认为他的论文建立在错误的马克思主义、列宁主义之上。
克诺罗佐夫在1963年的专著中进行进一步破译，1975年发表玛雅手稿译本。而1960年代的其他玛雅学家也开始研究他的理论，随着一些玛雅石碑的发现，他的理论逐渐得到认可。
1973年在帕伦克考古区举行的一次会议上，在场学者使用克诺罗佐夫的办法破译了玛雅城邦统治者名单。

## 晚年

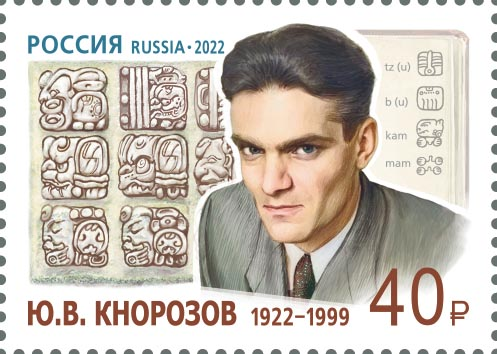
2022年俄罗斯邮票上的克诺罗佐夫

1956年，克诺罗佐夫曾在哥本哈根举行的美洲文化学者国际会议上介绍了他的著作，但在随后的几年里，他根本无法出国。1990年危地马拉与苏联恢复外交关系后，克诺罗佐夫应比尼西奧·塞雷索总统邀请访问危地马拉，总统授予他格查尔勋章。克诺罗佐夫参观了包括蒂卡尔在内的几个主要玛雅考古遗址。1994年11月30日，在墨西哥驻莫斯科大使馆，墨西哥政府授予克诺罗佐夫阿兹特克雄鹰勋章，他在领奖时用西班牙语说了一句“Mi corazón siempre es mexicano”（我心永在墨西哥）。 
克诺罗佐夫于1999年3月31日在圣彼得堡市一家医院里死于肺炎。